# La Bretagne (journal)
Pour les articles homonymes, voir Bretagne (homonymie).
La Bretagne est un quotidien du matin régionaliste, puis un hebdomadaire, qui fut publié pendant la Seconde Guerre mondiale sous la direction de Yann Fouéré du 21 mars 1941 à juin 1944. Autorisé par l'occupant allemand et publiant ses communiqués, comme d'ailleurs tous les journaux autorisés pendant la guerre, il devait, selon ses fondateurs, se tenir sur une ligne « provincialiste », ne mettant pas en cause la souveraineté française. La tendance du journal est résolument pétainiste. Il défend des positions régionalistes opposées à l'autonomisme du Parti national breton.

## Création du quotidien
C'est la Société des éditions bretonnes (SEB) qui, sous l'impulsion de Jacques Guillemot, industriel quimpérois de la conserverie, est constituée en 1941 avec le soutien de l'administration, puisque le préfet d'Ille-et-Vilaine fait attribuer une subvention. Selon Yann Fouéré, la Propaganda Abteilung, l'organe de contrôle du parti nazi ne serait pas immédiatement intervenu dans le début de l'opération, les autorités françaises s'étant assuré du fait que la présence d'anciens de L'Heure bretonne ne pèserait pas dans un sens séparatiste.
En fait, le contrôle allemand se fit, finalement, sentir et comme tous les médias de l'époque, La Bretagne eut à publier les communiqués de l'administration et de l'armée allemande et à voir ses principaux collaborateurs rémunérés par elles.
Les principaux actionnaires du nouveau journal, outre Jacques Guillemot, furent Hervé Budes de Guébriant, Jacques Halna du Fretay, Yves de Cambourg, Georges Chancerelle (industriel douarneniste de la conserve) et plusieurs autres notables de droite qui acceptaient le régime de Vichy comme François Château (maire de Rennes), Olivier Le Jeune (maire de Morlaix), Émile Chrétien (maire de Saint-Brieuc), Louis Monfort (député-maire de Scaër), Edgar de Kergariou (sénateur-maire de Lannion), Alain Budes de Guébriant (maire de Saint-Pol-de-Léon), etc.[source insuffisante]  Ils réunirent un million de francs, ce qui permettait de passer un accord avec un imprimeur régional. L'imprimerie que possédait le Petit Parisien à Rennes, n'ayant pas donné suite, c'est celle de l'Ouest-Éclair, le quotidien rennais qui accepta le contrat.
Yann Fouéré, dont le père, Jean, était trésorier-payeur général du Finistère, fit entrer ce dernier dans l'actionnariat et fut embauché comme directeur politique. Dans son premier éditorial, il dit qu'« il faut reconstruire la France et sauver ce qui peut être sauvé », que certains ont défiguré « le beau visage de la Bretagne » (il vise clairement les séparatistes) et qu'il faut « suivre la route […] que nous montre […] le grand vieillard aux yeux bleus que chaque Français vénère ».
Selon Marcel Leguen, le tirage oscille, au début, entre 12 00 et 15 000 exemplaires. Au bout de six mois, le capital est porté à un million et demi de francs.
Le quotidien paraît le soir sur 6 pages et est vendu 50 centimes. Il soutient le régime de Vichy. Dans son numéro 209, Yann Fouéré écrit : « Nous sommes et resterons bons Bretons et bons Français ».

## L'accord avec la Dépêche de Brest
Le quotidien, La Dépêche de Brest et de l'Ouest, d'obédience radicale-socialiste, était dirigé par le maire de Brest Victor Le Gorgeu, dont l'attitude de résistance déplaisait aux autorités d'occupation. Il finit par être démis de ses fonctions par le gouvernement en 1942. Le quotidien bénéficiait cependant d'une rente exceptionnelle, car la Marine de guerre allemande lui payait 500 000 francs par an pour l'impression de son hebdomadaire interne, Gegen England (Contre l'Angleterre).
À partir d'avril 1942, la rédaction du quotidien breton se confond avec celle de La Dépêche de Brest, après que La Bretagne fut entrée dans son capital. Dans les premiers jours d'avril 1942, La Bretagne quitte l'imprimerie rennaise de l'Ouest-Éclair pour rejoindre celle de La Dépêche à Morlaix. La façon dont ce transfert s'est opéré reste à ce jour controversée. La famille Coudurier du Télégramme et la famille Fouéré ayant des versions différentes des faits. Quoi qu'il en soit, un seul et même rédacteur en chef est aux postes : Joseph Martray.

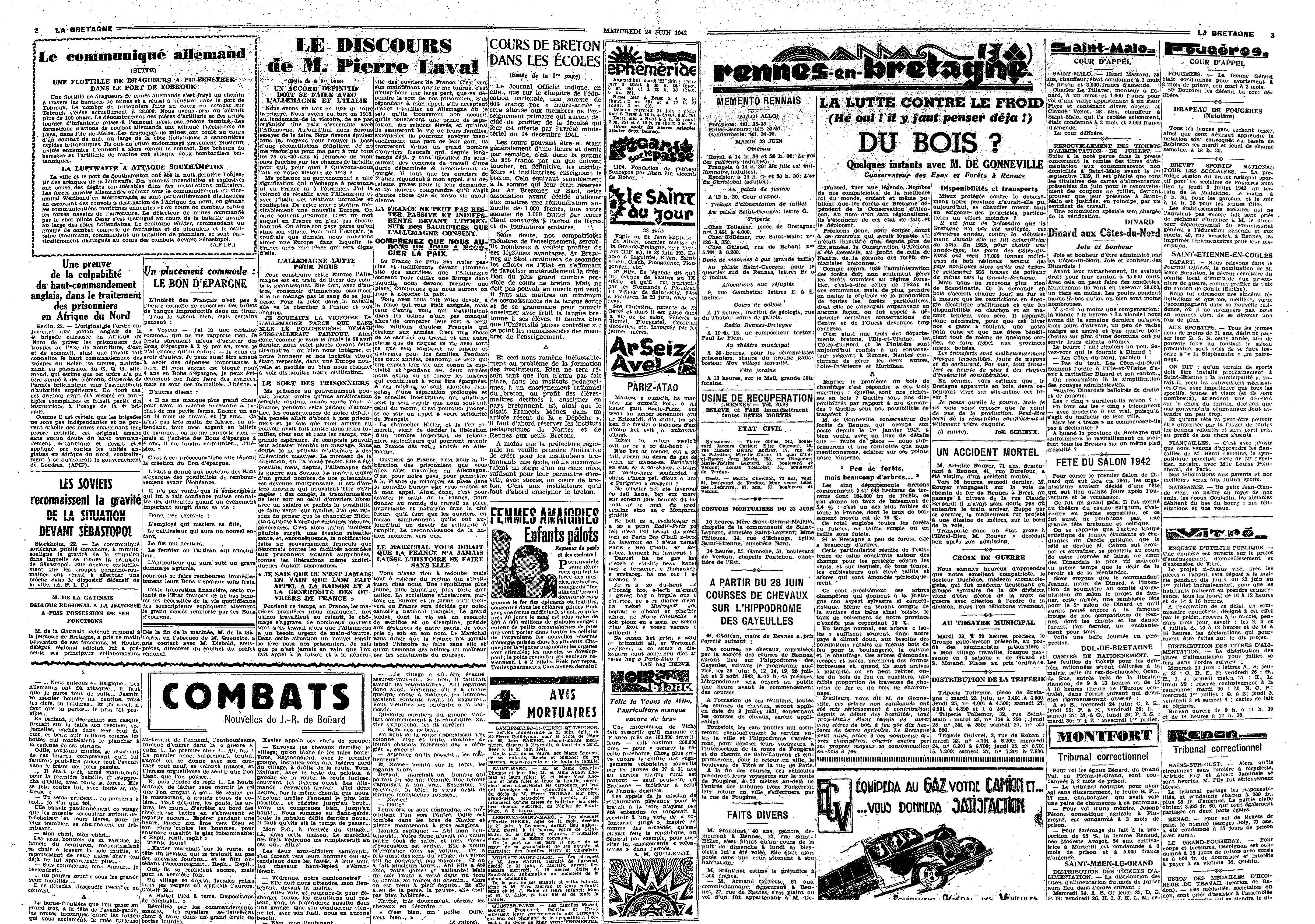
Page 2 et 3 du no 392 du 24 juin 1942
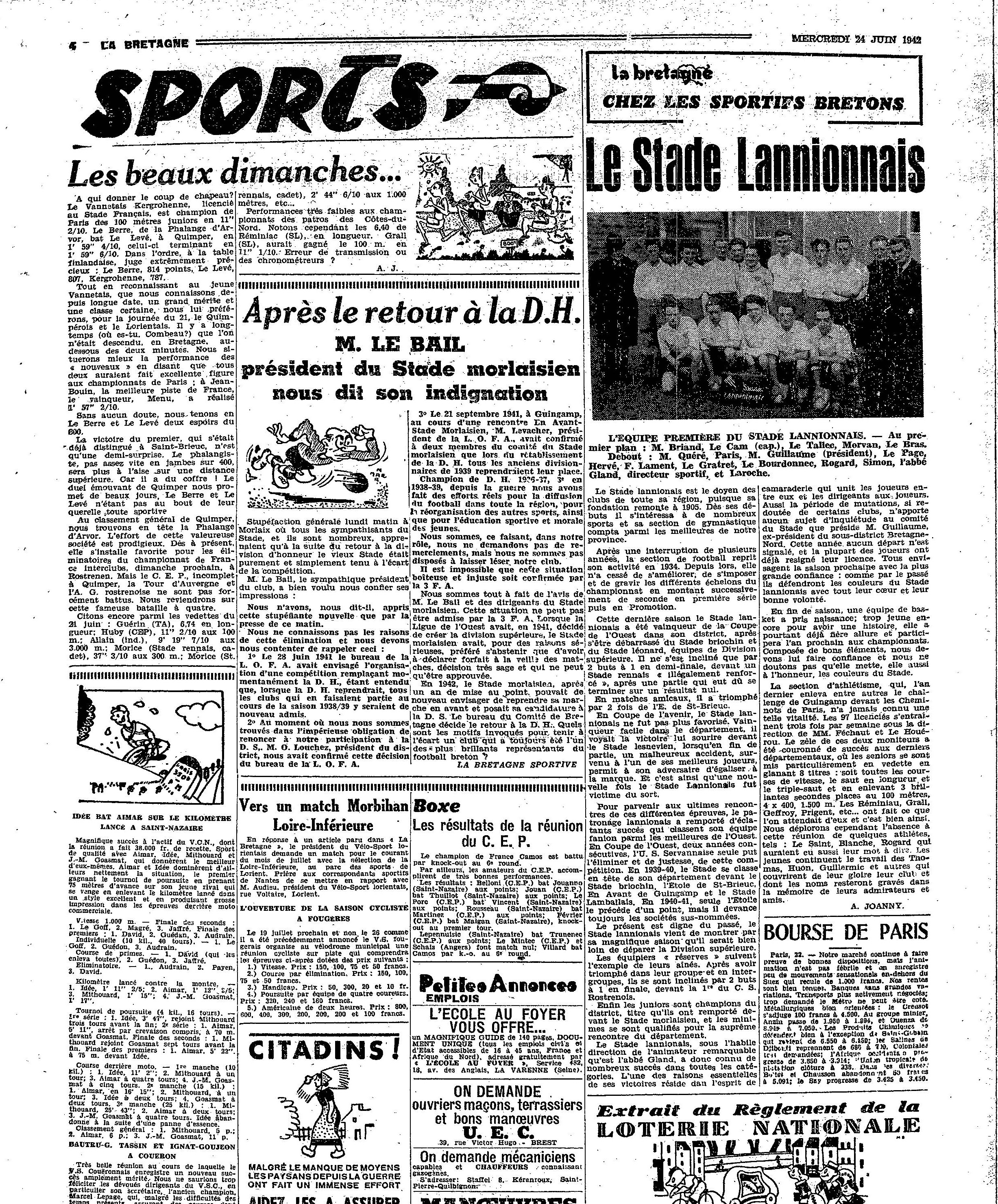
Page 4 de La Bretagne du 24 juin 1942

## Le groupe Lan hag Hervé
Le groupe Lan hag Hervé (pseudonyme collectif) participe par des articles à La Bretagne. Animé par son responsable de publication Xavier de Langlais, il arrive que Loeiz Herrieu s'y manifeste. Certains articles de ce groupe ont des tonalités antisémites. Par exemple, celui du 19 juillet 1942 : « Et Alan de me quitter tout à trac. Où vas-tu ? Je vais écrire une lettre au gouvernement français, pour lui proposer de promouvoir l’enseignement du breton dans la France entière s’il veut se débarrasser pour de bon des Juifs et les faire décamper au grand galop ! Ces gens là ne peuvent pas supporter le breton, je te dis. »